# Orzechowo (Nowogard)
Orzechowo (deutsch Düsterbeck) ist ein Dorf in der  Gmina Nowogard (Landgemeinde Naugard) im Powiat Goleniowski (Gollnower Kreis) der polnischen Woiwodschaft Westpommern.

## Geographische Lage
Das Dorf liegt in Hinterpommern, etwa 50 Kilometer nordöstlich von Stettin und 8 Kilometer nördlich von Naugard entfernt. Nachbarorte sind im Westen Sikorki (Zickerke) und Glicko (Glietzig), im Norden Wołowiec (Döringshagen), im Osten Orzesze (Neu Düsterbeck) und im Süden Miętno (Minten). Es befindet sich etwa 50 Meter über dem Meeresspiegel.

## Geschichte

Düsterbeck (Düsterbecke) südwestlich der Stadt Regenwalde an der Rega (Rega fluvius) und nördlich der Stadt Naugard (Neugarten) auf der Lubinschen Karte des Herzogtums Pommern von 1618 (Ausschnitt)

Der Ort Düsterbeck wird vom Hammerbach durchflossen. Das Dorf erhielt seinen Namen wahrscheinlich aufgrund seines früher wohl dicht umbuschten Ufers, so dass es an dem Bach (Beck) dunkel (düster) war.
Im Januar 1274 erteilte Bischof Hermann dem Grafen Otto I. von Eberstein die Belehnung mit der Burg und der Stadt Naugard sowie 700 Hufen, zu denen die Dörfer Langkafel, Minten, Zickerke, Döringshagen, Glietzig und Düsterbeck gehörten.
1491 wurde auf Präsentation des Grafen Ludwig von Eberstein ein Erasmus Buske als Pfarrer eingesetzt. Später war Düsterbeck nur noch Tochterkirche der Mutterkirche in Döringshagen.
Am 16. Oktober 1635 nahm der Böhme Merzin, ein kaiserlicher Generalfeldwachtmeister, in Düsterbeck Quartier um gegen die Schweden zu kämpfen. Er wurde jedoch bald zur Rückkehr gezwungen, kehrte im folgenden Jahr noch einmal wieder, um schließlich von Wrangel im September siegreich verdrängt zu werden.
Düsterbeck war ein altes Lehn der Familie von Schwan als Afterlehnsträgerin der Grafen von Eberstein und bestand aus zwei Gütern. Zwei Bauernhöfe gehörten zum Amt Naugard. Georg Christoph von Schwan besaß das kleine Gut und kaufte am 26. Juni 1732 das größere Gut von Döringshagen zurück. So konnte er seinem Sohn Caspar Friedrich Christoph von Schwan beide Güter hinterlassen. Am 8. Juni 1751 erfolgte die Präklusion der Agnaten, am 20. Oktober 1751 die öffentliche Feilbietung und am 19. April 1752 wurden die Güter dem Hauptmann Erdmann Christian von Ramel für 3600 Taler zuerkannt. Nach dessen Tod erteilte der König am 14. Juni 1766 die Güter als ein eröffnetes Lehn dem Leutnant Caspar Friedrich von Schwan. Nach dessen Tod wurden alle Schwanschen Lehn, also auch die in Döringshagen und Fanger, vom König Friedrich II. am 20. September 1780 dem Hauptmann und späteren Major Johann Alexander von Normann als neue Lehn verliehen. Nach der Allodifikation der Güter verkaufte dieser am 10. und 15. September 1787 mit der königlichen Genehmigung vom 12. Juli 1787 alles für ca. 20.000 Taler an den Generalpächter des Amts Naugards, den Oberamtmann Gottlob Andreas Waldemann. Oberamtmann Waldemann hatte bereits am 10. April 1778 von Johann Adolf von Lockstedt die zwei Bauernhöfe für 1000 Taler erblich gekauft, so dass ihm jetzt ganz Düsterbeck gehörte. Waldemann, nunmehr den Titel Amtsrat führend, war auch noch im "Normaljahr" 1804 Besitzer der Güter. Er starb im Jahr 1806. Sein Sohn Friedrich Wilhelm Waldemann geriet in Konkurs und ein Johann Kannenberg ersteigerte das Gut Düsterbeck. Dieser verkaufte es an den Kreisdeputierten Johann Friedrich Steffenhagen. 1847 erwarb es der Rittmeister Friedrich Johann Philipp Viktor Sigismund von Eisenhart-Rothe.
Nach der statistischen Tabelle vom 3. Dezember 1867 hatte Düsterbeck 20 Wohnhäuser mit 199 Bewohnern. Die Schule wurde von 63 Kinder besucht, 34 Jungen und 29 Mädchen.
Um die Landarbeiter mehr an den heimatlichen Boden zu fesseln, war durch Gesetz von 1890 und 1891 der die Erlangung eigener Höfe erleichternde Grunderwerb durch Rente eingeführt worden. Die staatlichen Rentenbanken waren ermächtigt, durch Ausgabe von Rentenbriefen, die Übernahme der Einziehung des Grundzinses und dergleichen hierbei mitzuwirken. In der Naugarder Gegend ist zuerst das Gut Düsterbeck von zwei Privatleuten aufgeteilt worden.
Anfang der 1930er Jahre war Düsterbeck eine Landgemeinde im Landkreis Naugard der preußischen Provinz Pommern. 1925 gab es 298 Einwohner, von denen 159 männlich und 139 weiblich waren, und die in 65 Haushaltungen lebten.
Gegen Ende des Zweiten Weltkriegs besetzte im Frühjahr 1945 die Rote Armee die Region. Bald darauf wurde das Dorf unter polnische Verwaltung gestellt. In Düsterbeck setzte nun die Zuwanderung polnischer Zivilisten ein. Das deutsche Dorf Düsterbeck erhielt den polnischen Ortsnamen Orzechowo. In der darauf folgenden Zeit wurden die Einwohner vertrieben.

## Sehenswürdigkeiten
- Dorfkirche, ein rechteckiger Findlingsbau des 17. Jahrhunderts mit einem im 19. Jahrhundert aufgesetzten, aus dem Dache steigenden Turm nach dem Naugarder Schema und einer Apsis aus roten Backsteinen. Die Fenster sind breit und niedrig.[9]
- Ruine des schlossartigen Gutshauses

## Einwohnerzahlen
- 1925: 298, darunter 297 Evangelische und ein Katholik[10]
- 1933: 290[11]
- 1939: 272[11]